# 小叶九里香
小叶九里香（学名：Murraya microphylla）为芸香科九里香属下的一个种。其种加词microphylla，意为“小叶的”。